# Jorløse Sogn
Jorløse Sogn ist eine Kirchspielsgemeinde (dän.: Sogn) auf der dänischen Insel Seeland.
Bis 1970 gehörte sie zur Harde Skippinge Herred im damaligen Holbæk Amt, danach zur Hvidebæk Kommune im Vestsjællands Amt, die wiederum im Zuge der Kommunalreform zum 1. Januar 2007 in der erweiterten Kalundborg Kommune in der Region Sjælland aufgegangen ist.

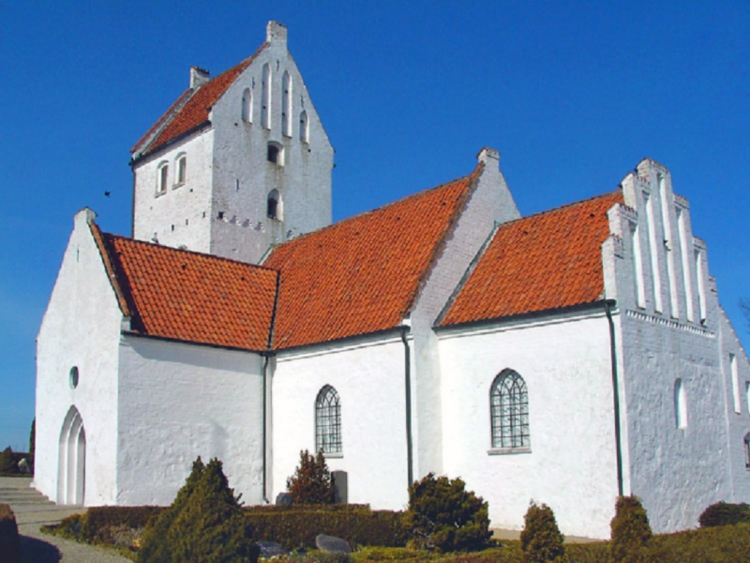
Jorløse kirke

Am 1. Januar 2023 lebten 302 Einwohner im Kirchspiel, die „Jorløse Kirke“ liegt auf dem Gebiet der Gemeinde.
Nachbargemeinden sind im Norden Viskinge-Avnsø Sogn, im Osten Buerup Sogn, im Westen Lille Fuglede Sogn, sowie im Nordwesten Ubby Sogn. Im Süden grenzt das Kirchspiel an den Tissø.